# Campeche (gemeente)
Campeche is een gemeente in de Mexicaanse deelstaat Campeche. De hoofdplaats van Campeche is San Francisco de Campeche. Campeche heeft een oppervlakte van 3411 km² en 238.850 inwoners (census 2005).
Plaatsen in de gemeente zijn naast de hoofdplaats Campeche Chiná, Lerma, Pich en Tikinmul.
Calakmul · Calkiní · Campeche · Candelaria · Carmen · Champotón · Dzitbalché · Escárcega · Hecelchakán · Hopelchén · Palizada · Seybaplaya · Tenabo